# Sangeacul Alexandretta

Harta statelor de ocupație franceză (Mandat) din 1921 până în 1922

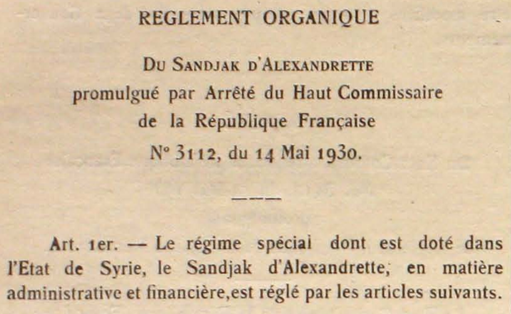
Reglement Organique al sangeacului din Alexandretta, în cadrul statului Siria, 14 mai 1930

Sangeacul Alexandretta (în arabă لواء الإسكندرونة, transliterat: Liwa' Al-Iskandarūna) a fost un sangeac al Mandatului Siriei compus din două qadaas ale fostului vilaiet Alep⁠(d) (Alexandretta și Antiohia, în prezent İskenderun și Antakya). Acesta a devenit autonom în temeiul articolului 7 din Tratatul de la Ankara din 1921: „Se instituie un regim administrativ special pentru districtul Alexandretta. Locuitorii turci ai acestui district vor beneficia de facilități pentru dezvoltarea lor culturală. Limba turcă va avea recunoaștere oficială”.
În 1923, Alexandretta a fost alipită statului Alep⁠(d), iar în 1925, a fost alipită statului combinat Siria⁠(d), cu un fel de statut administrativ federal denumit régime spécial.
La alegerile din 1936 din sangeac au fost aleși doi deputați favorabili independenței Siriei față de Franța, ceea ce a provocat revolte comunale, precum și articole pasionale în presa turcă și siriană. Sangeacul a primit autonomie în noiembrie 1937, în cadrul unui acord negociat de Ligă. În conformitate cu noul său statut, sangeacul a devenit „distinct, dar nu separat” de Mandatul francez al Siriei la nivel diplomatic, fiind legat atât de Franța, cât și de Turcia în ceea ce privește problemele de apărare.

## Populație
Provincia avea o pluralitate etnică de turci și arabi, incluzând, de asemenea, diverse minorități.
| Populația statului Hatay în 1936 conform recensământului francez |           |      |
| Grup etnic                                                       | Locuitori | %    |
| Alauiți                                                          | 61.600    | 28%  |
| Arabi suniți                                                     | 22.000    | 10%  |
| Turci                                                            | 85.800    | 39%  |
| Armeni                                                           | 24.200    | 11%  |
| Melchiți, greci și alți creștini                                 | 17.600    | 8%   |
| Cercasieni, evrei, kurzi                                         | 8.800     | 4%   |
| Total                                                            | 220.000   | 100% |

În ciuda pluralității, turcii erau suprareprezentați în adunarea provinciei, constituind mai mult de jumătate din aceasta. Minoritățile depuneau jurământul în limba turcă atunci când erau numiți deputați.

## Înregistrarea alegătorilor și alegerile din 1938

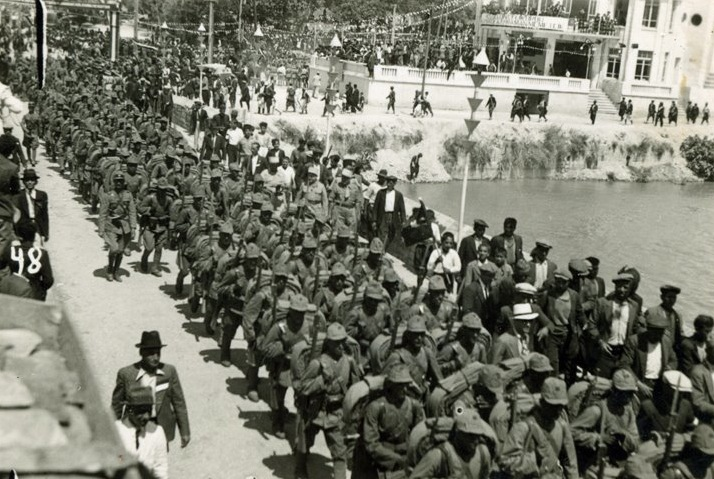
Forțele turce sub comanda colonelului Șükrü Kanatlı intră în İskenderun la 5 iulie 1938.

Alocarea locurilor în adunarea sangeacului s-a bazat pe recensământul din 1938 organizat de autoritățile franceze sub supraveghere internațională: din 40 de locuri, 22 au fost atribuite turcilor, nouă alauiților, cinci armenilor, două arabilor sunniți și două grecilor antiohieni. Pe baza acordului din 29 mai 1937 și a semnăturilor din 3 iulie 1938, Franța și Turcia vor co-defensa Hatay cu 2500 de trupe pentru fiecare. Conform acestui acord, armata turcă a trimis forțe de intervenție din Payas⁠(d) și Hassa⁠(d). Pe 5 iulie, forțele turcești au intrat în İskenderun.
Conform cifrelor oficiale de înregistrare până la 22 iulie 1938, au fost înregistrați 57.008 alegători în sangeac, aparținând următoarelor grupuri etnice.
- Turci: 35.847
- Alauiți: 11.319
- Armeni: 5.504
- Greco-ortodocși: 2.098
- Arabi (musulmani sunniți): 1.845
- Altele: 359

Cele 40 de locuri ale adunării sangeacului per qadaa au fost distribuite după cum urmează:
- Antakya: 14 turci, 7 alauiți, 2 armeni, 2 arabi suniți, 1 grec-ortodox
- İskenderun: 3 turci, 2 alauiți, 1 armean, 1 grec-ortodox
- Kırıkhan⁠(d): 5 turci, 2 armeni
- Total: 22 turci, 9 alauiți, 5 armeni, 2 arabi sunniți, 2 greco-ortodocși

În ciuda înregistrării alegătorilor, nu au avut loc alegeri și o adunare aprobată de Hatay a fost comandată de autoritățile turce și franceze. Tayfur Sökmen⁠(d), care a fost desemnat de Atatürk să conducă tranziția, a sosit în Antakya din Dörtyol la 25 august 1938.

## Statul Hatay

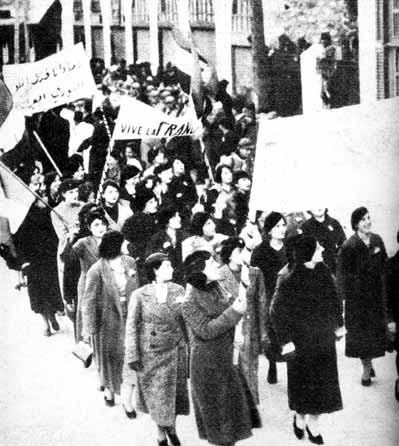
Proteste în Damasc ale femeilor demonstrante împotriva anexării de către Turcia a sangeacului Alexandretta în 1939. Una dintre pancarte spune: „Sângele nostru este sacrificat pentru sangeacul arab sirian”.

La 2 septembrie 1938, adunarea a proclamat sangeacul Alexandretta drept statul Hatay⁠(d). Statul a durat un an sub supraveghere militară comună franceză și turcă. Numele Hatay a fost propus de Atatürk, iar guvernul era sub control turc. Președintele Tayfur Sökmen⁠(d) a fost membru al parlamentului turc ales în 1935 (reprezentând provincia Antalya), iar prim-ministrul Dr. Abdurrahman Melek⁠(d), a fost, de asemenea, ales în parlamentul turc (reprezentând provincia Gaziantep) în 1939, în timp ce încă deținea funcția de prim-ministru. La 29 iunie 1939, în urma unui referendum nelegitim, legislativul din Hatay a votat pentru desființarea statului Hatay și aderarea la Turcia. Statul Hatay a devenit provincia Hatay a Turciei în 1939.